# Michele Angiolillo
Michele Angiolillo Lombardi (Foggia, 5 de junio de 1871-Vergara, 20 de agosto de 1897) fue un periodista y anarquista italiano, conocido por haber cometido en solitario el asesinato de Antonio Cánovas del Castillo, presidente del Consejo de Ministros de España.

## Biografía

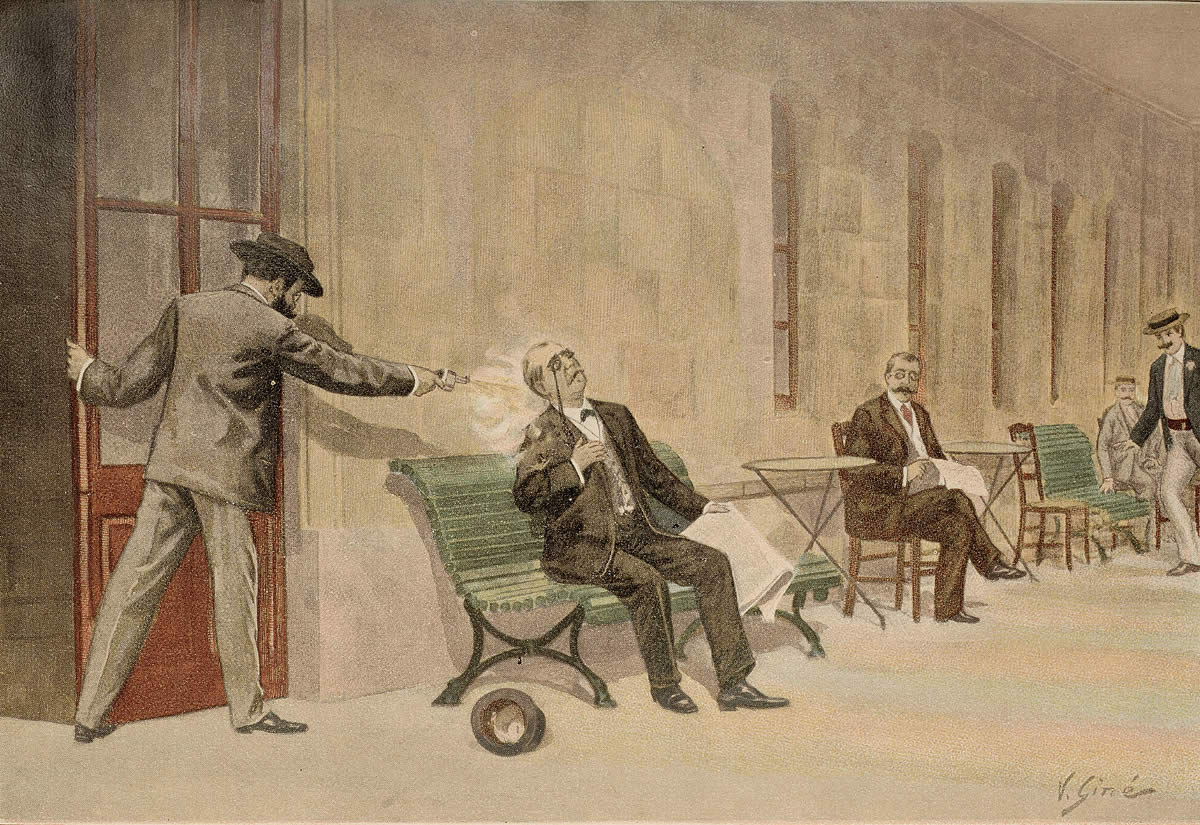
Dibujo de la época, que reconstruye el asesinato de Cánovas.

Según su versión durante el juicio por el atentado contra Cánovas del Castillo, marchó desde París a España a través de Londres para matar al presidente del Consejo de Ministros, Antonio Cánovas del Castillo. Tanto en París como en Londres tenía vínculos con círculos de independentistas cubanos exiliados por la guerra de Independencia cubana contra España. Su motivación era la venganza contra las torturas y excesivas condenas que, a su juicio, habían sido impuestas a los terroristas anarquistas del atentado anticlerical contra la procesión del Corpus de 1896. Aparentemente, Angiolillo tenía también intenciones de matar, al menos, a un miembro joven de la familia real española, pero fue persuadido por el revolucionario puertorriqueño Ramón Emeterio Betances para solamente atentar contra Cánovas. Betances tramitó el paso libre de Angiolillo a España mediante el uso de una identidad falsa y algunos historiadores afirman que financió su viaje con una remesa de mil francos.
Según narra Josep Pla, Angiolillo pasó un tiempo en Barcelona, relacionándose con el ambiente del periódico catalanista L'Avenç, en el que se encontraba Pompeu Fabra, Casas, Cortada, entre otros. Se interesó, al parecer, solo de asuntos culturales, y dicho ambiente nunca supo del verdadero motivo de su estancia en Barcelona. Poco después de su reunión con Betances llegó a Madrid, en búsqueda de Cánovas. A primeros de agosto, Angiolillo tomó el tren en la estación del Norte de Madrid y se apeó en la población de Zumárraga. Allí tomó un carro que le condujo al balneario de Santa Águeda. Se presentó como Emilio Rinaldi, tenedor de libros y corresponsal del periódico italiano Il Popolo.  

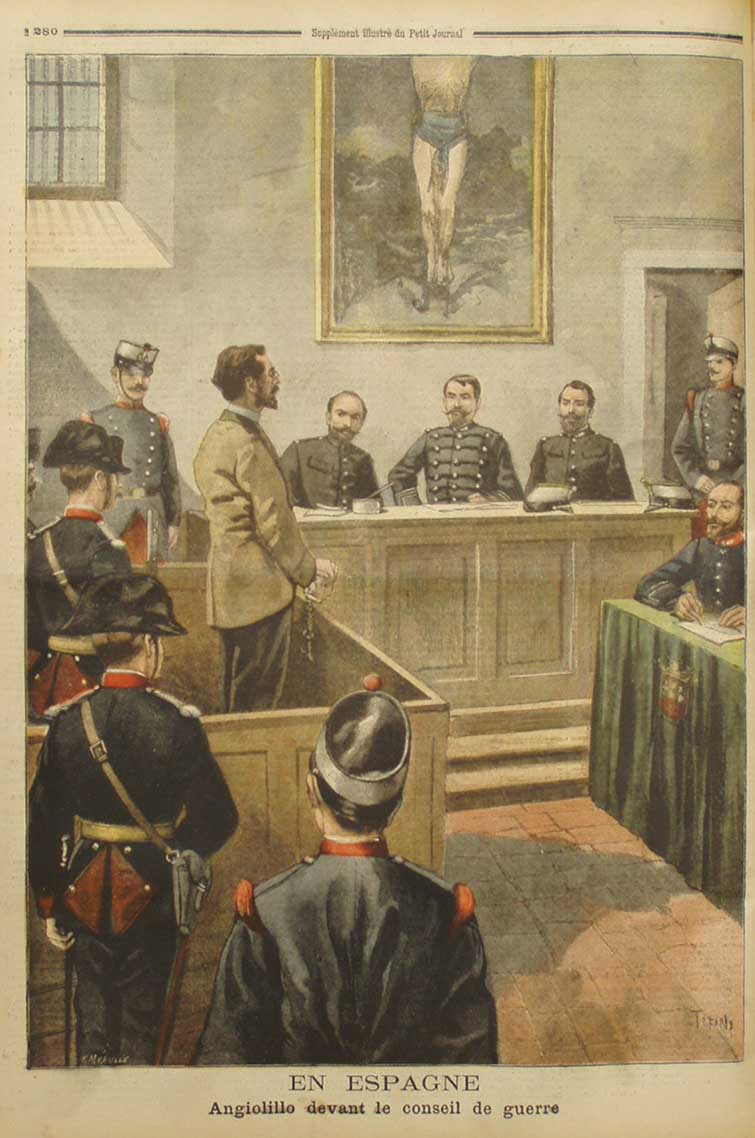
Juicio de Angiolillo

El 8 de agosto de 1897, pocos días después de su llegada, fue el autor material del asesinato de Cánovas. Lo mató de tres tiros, mientras éste leía un periódico. Fue detenido y juzgado inmediatamente. Justificó el crimen como una venganza contra las torturas a los criminales del atentado de la procesión del Corpus de Barcelona en el castillo de Montjuic. Además, realizó un alegato al ideario anarquista de la época. Pese a que se tenía constancia de que no había actuado solo, no reveló el nombre de sus cómplices, por lo que fue el único condenado a muerte. La sentencia se cumplió mediante garrote vil el 19 de agosto de 1897, sólo once días después de haber cometido el asesinato. La ejecución la llevó a cabo el verdugo burgalés Gregorio Mayoral Sendino.
El periódico estadounidense The New York Times publicóː

ANGIOLILLO MUERE VALIENTEMENTE [...] El asesino pronunció claramente la palabra germinal antes de morir […] (en referencia a la novela homónima de Émile Zola). Angiolillo permitió que las autoridades lo capturaran y negó vehementemente la participación de otras partes en el asesinato. Fue ejecutado por un garrote en el pueblo cercano de Vergara